# Erytheia (Insel)
Erytheia (griech.: Ἐρύθεια, Rotland) ist eine Insel aus der griechischen Mythologie. Sie ist Wohnsitz des Geryon und liegt im Ozean jenseits der „Säulen des Herakles“ in der Nähe von Gadeira.
Benannt ist die fiktive Insel nach der Nymphe Erytheia, einer der Hesperiden der griechischen Mythologie. Die Insel wird u. a.  bei Hesiod (Theogonie) und Plinius d. Ä. (Naturalis historia) erwähnt.